# Arany Málna díj
Az Arany Málna díjat (angolul: Golden Raspberry Award, vagy röviden Razzies ill. Razzie Award, magyar szabad fordításban gyakran emlegetik Citrom-díj néven is) John J. B. Wilson újságíró, publicista alapította 1980-ban, az Oscar-díj ellenpólusaként, hogy megszégyenítse az amerikai filmipar legrosszabb alakítást nyújtó színészeit, legrosszabb forgatókönyvíróit, dalszövegíróit, rendezőit és filmjeit. A díjazottakra az Arany Málna Díj Alapítvány kuratóriumi tagsága szavazhat.
A nevezéseket hagyományosan egy nappal az Oscar-díj-jelölések bejelentése előtt hirdetik ki, a díjazottak nevét pedig az Oscar-ceremónia előtti napon rendezett gálán közlik. Ettől 2012-ben tértek el, amikor is a 84. Oscar-gála előtti napon hozták nyilvánosságra a jelöltek névsorát, a végső eredményt pedig a bolondok napján hirdették ki.
A címbéli málna a tiszteletlen „megfújni a málnát” kifejezésből ered, ami körülbelül annyit tesz, mint gúnyt kifejező prüszkölő hangot adni. Lásd alább a filmet.

## Figyelemre méltó díjátadók
Jó néhány elismert színész, rendező és producer részesült már a kitüntető Arany Málna díjban. Azonban, a díj jellege miatt általában a kitüntetettek nem veszik át azt. A díj történetében tényleges átadásra csak néhány alkalommal került sor:
- 1988 • Bill Cosby három Arany Málnát nyert a legrosszabb film, legrosszabb alakítás és legrosszabb forgatókönyv kategóriákban a Leonard, a titkosügynök című kémfilmjéért, amit nyilvános beszélgetőshow-kon maga is lehúzott. Cosby volt az első aki személyesen átvette a díjat, a ceremónia után néhány héttel a Fox The Late Show műsorában. Csak annyit kért, hogy a díjat „deluxe” változatban készítsék el neki, amit teljesítettek is. A Fox hálózat mintegy 30 000 dollárért elkészíttette a trófeát olaszországi márványból és 24 karátos aranyból.[2]
- 1996 • Paul Verhoeven, Showgirls című, modern Las Vegas-i mese rendezője volt az első, aki a díjkiosztón – a közönség hangos ovációja mellett – személyesen vette át a legrosszabb filmnek és a legrosszabb rendezőnek odaítélt Arany Málnát. Elmondta: mint „beteg és perverz és undorító” valakit üldözték el hazájából, és boldog, hogy az Egyesült Államokba jőve díjat nyert.[2][3]
- 1998 • Brian Helgeland forgatókönyvíró nyert először ugyanabban az évben Málnát és Oscart – valójában ugyanazon a hétvégén. A legjobb adaptált forgatókönyv Oscar-díját a Szigorúan bizalmas c. filmért kapta, egy nappal azután, hogy a legrosszabb forgatókönyv Arany Málnáját „megnyerte” Kevin Costner A jövő hírnöke c. akciófilmjéért. Bár Helgeland nem volt jelent az átadáson, kérte hogy juttassák el hozzá a díját, hogy az Oscarja mellé helyezve emlékeztesse őt a hollywoodi világ abszurditására. Nem sokkal ezután valóban kitette az Arany Málnáját a Warner Bros.-nál lévő irodájába.
- 2002 • Tom Green színész-rendező átvette mind az öt Arany Málnáját, köztük a legrosszabb filmért járót az Eszement Freddyért. A díjátadóra egy fehér Cadillacen, szmokingöltönyben érkező művész saját maga kiterítette vörös szőnyegen vonult be a színházba, egy véget nem érő harmonikadallamra.[4]
- 2004 • Ben Affleck, miután elnyerte a legrosszabb színészi alakítás díját a A felejtés bére, Daredevil – A fenegyerek és Gengszter románc című filmjeiért, megkérdezte miért nem kapta meg a trófeát. Egy héttel később átadták neki a CNN Larry King show-jában, ahol azonnal el is törte azt. A törött Arany Málnáért az eBayen annyi pénzt ajánlottak, ami elegendő volt a következő díjkiosztó gála terembérletére.[5]
- 2005 • Talán a legközismertebb átvétel Halle Berry nevéhez fűződik, aki Hollywoodot meglepve, egyik kezében a Szörnyek keringőjében nyújtott alakításáért kapott Oscar-szobrot tartva, másikban A Macskanő címszerepéért frissen kapott Arany Málnát, megismételte az Oscar-átadón elhangzott köszönőbeszédét, könnyekkel együtt. Így nyilatkozott: „Ha nem tudsz jó vesztes lenni, akkor jó győztes sem lehetsz.”[6] Nem sokkal később, John Wilson kiadott egy sajtónyilatkozatot, melyben dicsérte Halle Berry más filmekben nyújtott alakításait, és kijelentette: várakozással tekint Berry Oscarhoz méltó jövőbeni teljesítményei elé.[7]

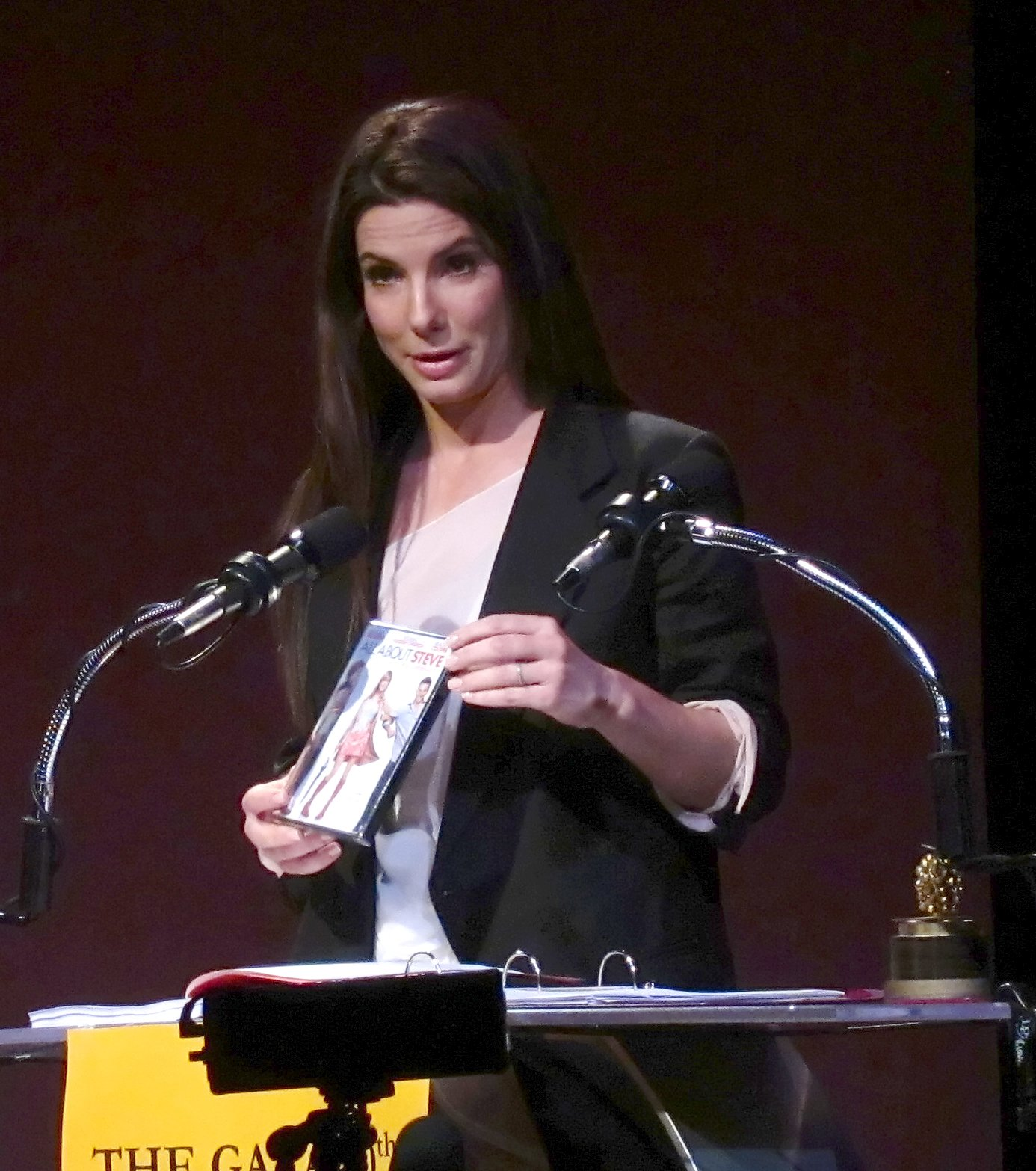
Sandra Bullock a 2010-es Arany Málna átadón, kezében az Ő a megoldás DVD-jét ajánlgatva, aminek a szerepéért elnyerte a díjat

- 2010 • Öt évvel később is volt emlékezetes átadása az Arany Málnának, amikor is Sandra Bullock, aki egyébként A szív bajnokai című filmdrámában nyújtott alakításáért másnap, a 82. Oscar-gálán átvehette a legjobb színésznőnek járó trófeát, megnyerte az Arany Málnát is az Ő a megoldás-ért. Bullock a Málnát is személyesen vette át, ahova egy kiskocsin magával hozta a filmje sokszorosított DVD-változatait, mondván: jusson belőle mindenkinek a szavazóbizottságban. A jó humorérzékkel megáldott színésznő – felemlítve, hogy miután korábban megígérte, ha ő nyeri a díjat, azt személyesen fogja átvenni, az Arany Málna szavazói külön szavaztak arról, hogy vajon valóban elmegy-e a díjkiosztóra –, a következőket mondta: „És én nem tudtam, hogy Hollywoodban az embernek csak annyit kell tennie, hogy azt mondja, meg akarok jelenni a gálán, és akkor megkapja a díjat. Ha tudtam volna, már régen mondtam volna, hogy megjelenek az Oscaron.”[8][9] A díjátvétel humoros utózöngéjeként kiderült, hogy nem maradt több trófeája az alapítványnak. Mivel a díjat nem szokták ténylegesen átvenni, nem tartották fontosnak, hogy minden kategóriára valóságosan is elkészüljön Arany Málna, ezért a szervezet átmenetileg díj nélkül maradt.

Csak három színész volt, akit ugyanazért az alakításáért Oscar-díjra és Arany Málnára is jelöltek: James Coco (Csak, ha nevetek, 1982), Amy Irving (Yentl, 1984) és Glenn Close (Vidéki ballada az amerikai álomról, 2021). Egyik díjat sem nyerték el.

### Visszavont díj és jelölés
2022-ben az évben a díj alapítványi elnöksége úgy döntött, hogy „a rendszeres Razzie-jelölt”, aki 2021-ben nem kevesebb, mint nyolc alkotásban tűnt fel, „többször, mint azt a sztárkedvelő közönség gyomra meg tudna emészteni”, megérdemel egy külön kategóriát: Bruce Willis legrosszabb alakítása egy 2021-es filmben. Miután azonban a díj odaítélését követően családja pár nappal később bejelentette, hogy a színész afáziás, a díj alapítói úgy döntöttek, visszavonják a Bruce Willisnek adott díjat, mondván: „Ha valakinek az egészségi állapota befolyásolja döntéseit és/vagy teljesítményét, tudomásul vesszük, hogy nem helyénvaló Razzie-t adni neki.”
Ugyanebben a sajtóközleményben jelentették be, hogy utólag törlik Shelley Duvall legrosszabb női főszereplő jelölését, amelyet a Ragyogás című horrorfilm főszereplőjeként 1981-ben az 1. díjkiosztóra kapott, mivel időközben bebizonyosodott: a szerepét időnként hisztérikusan túljátszó színésznőt a rendező, Stanley Kubrick kergette az idegösszeomlás szélére a forgatás alatt, hogy így csikarja ki belőle a lehető leghitelesebb alakítást.
2023-ban az egyik „legrosszabb női főszereplőnek” jelölt Ryan Kiera Armstrong jelölését vonták vissza, akit a Tűzgyújtó című film címszerepéért jelöltek. Az indoklás szerint nem akartak a jelöléskor még csak 12 éves Armstrong jövőbeli karrierjére ezzel rossz fényt vetni. Wilson megkövette a színésznőt és bejelentette: ezentúl kizárólag csak 18. életévüket betöltött filmeseket jelölnek a díjra.

## A díjak
Az évek során háromféle Arany Málna díjat osztottak ki.

### Arany Málna díj (Razzie Award)
A legismertebb díj. Először 1981-ben adták ki.
A kézzel készített trófea egy aranyszínű sprayjel festett golflabda nagyságú műanyag málnaszem, melyet egy elferdült valódi Szuper 8-as filmkazettára helyeztek. Értéke közel 5 dollár.

#### Kategóriái
- legrosszabb film (1981-től)
- legrosszabb férfi főszereplő (1981-től)
- legrosszabb női főszereplő (1981-től)
- legrosszabb férfi mellékszereplő (1981-től)
- legrosszabb női mellékszereplő (1981-től)
- legrosszabb rendező (1981-től)
- legrosszabb forgatókönyv (1981-től)
- legrosszabb filmes páros (1995-től)
- legrosszabb előzményfilm, remake, koppintás vagy folytatás (1995–1996, 1998–1999, 2001-től)
- Arany Málna-megváltó díj (2015-től)

#### Múltbéli kategóriák
- legrosszabb „eredeti” dal (1981–2000, 2003)
- legrosszabb filmzene (1982–1986)
- legrosszabb új sztár (1982–1989, 1991–1999)
- legrosszabb vizuális effektusok (1987–1988)
- legrosszabb szereplőgárda (2012–2013)

#### Alkalmi, külön kategóriák
- „Joe Eszterhas” legrosszabban megírt, 100 millió dollár feletti bevételt hozó film díja (1997)
- Az emberi élettel és köztulajdonnal szembeni legnagyobb nemtörődömség (1998)
- Az év legrosszabb filmes irányzata (1999)
- Leggázosabb tinédzserfilm (2003)
- Legrosszabb ürügy egy adott filmhez (teljes összhang / nulla tartalom) (2004)
- A legfárasztóbb bulvárcélpont (2006)
- A legrosszabb ürügy családi szórakozásra (2007)
- A legrosszabb ürügy horrorfilmre (2008)
- Legrosszabb szemátverő 3D-s visszaélés (2011)

#### Évfordulós díjak
- Az évtized legrosszabb filmje (1990, 2000, 2010)
- Az évtized legrosszabb színésze (1990, 2010)
- Az évtized legrosszabb színésznője (1990, 2010)
- Az évtized legrosszabb új sztárja (1990, 2000)
- Az évszázad legrosszabb színésze (2000)
- Az évszázad legrosszabb színésznője (2000)
- Az első 25 év legrosszabb vesztese (2005)
- Az első 25 év legrosszabb „drámája” (2005)
- Az első 25 év legrosszabb „vígjátéka” (2005)
- Az első 25 év legrosszabb „musicalje” (2005)

### A legrosszabb életmű díja
A díjat eddig öt alkalommal osztották ki. Megkapta Ronald Reagan színész (1981), Irwin Allen producer, „a katasztrófamester” (1983), Linda Blair színésznő, a „sikolykirálynő” (1985), Bruce, a gyilkos cápa, a Cápa, Cápa 2. és Cápa 3. főszereplője (1987), valamint Uwe Boll német producer, „Németország válasza Ed Woodra” (2009).

### A kormányzó díja
E különdíjat maga John Wilson adja azoknak, akiknek tevékenysége nem fér bele az Arany Málna többi kategóriájába. Ez ideig egy alkalommal, 2004-ben ítélték oda; Travis Payne koreográfus kapta, a Strandszerelem „alulmúlhatatlan koreográfiájának elismerésére”.

### Barry L. Bumstead-díj
A díjat olyan kritikai vagy pénzügyi helyzetbe került alkotásnak ítélik oda, amely akár Arany Málna-jelölést is kaphatott volna, ha támogatható megjelenést kapott volna, vagy időben meg nem bukik. Első alkalommal a 36. Arany Málna-gálán osztották ki a labdarúgás modern kori történelméről, s a FIFA megalakításáról szóló A közös szenvedély című, francia filmnek, amelynek költségvetése 30 millió USD, Box Office bevétele viszont csak 918 USD volt, s amely a Rotten Tomatoes-on „nulla” tetszési indexet ért el. Díjazottak:
- 2017 :  A közös szenvedély (r.: Jean-Pascal Beintus, 2014)
- 2018 : Bukós szakasz (r.: Dax Shepard, 2017)
- 2019 : Milliárdos fiúk klubja (r.: James Cox, 2018)

## Fordítás
- Ez a szócikk részben vagy egészben a Golden Raspberry Award című angol Wikipédia-szócikk ezen változatának fordításán alapul.  Az eredeti cikk szerkesztőit annak laptörténete sorolja fel. Ez a jelzés csupán a megfogalmazás eredetét és a szerzői jogokat jelzi, nem szolgál a cikkben szereplő információk forrásmegjelöléseként.